# Campeonato Mundial de Patinaje de Velocidad sobre Hielo en Distancia Individual de 2015
El XVI Campeonato Mundial de Patinaje de Velocidad sobre Hielo en Distancia Individual se celebró en Heerenveen (Países Bajos) entre el 12 y el 15 de febrero de 2015 bajo la organización de la Unión Internacional de Patinaje sobre Hielo (ISU) y la Federación Neerlandesa de Patinaje sobre Hielo.
Las competiciones se realizaron en el estadio Thialf de la ciudad neerlandesa.

## Medallistas

### Masculino
| Evento                          | Oro                                                                  | Plata                                                                | Bronce                                                           |
| ------------------------------- | -------------------------------------------------------------------- | -------------------------------------------------------------------- | ---------------------------------------------------------------- |
| 500 m (15.02)                   | Pavel Kulizhnikov · Rusia · 68,931 s                                 | Michel Mulder · Países Bajos · 69,622 s                              | Laurent Dubreuil · Canadá · 69,694 s                             |
| 1000 m (14.02)                  | Shani Davis Estados Unidos 1:08,57                                   | Pavel Kulizhnikov · Rusia · 1:08,61                                  | Kjeld Nuis · Países Bajos · 1:08,71                              |
| 1500 m (13.02)                  | Denis Yuskov · Rusia · 1:43,36                                       | Denny Morrison · Canadá · 1:45,08                                    | Koen Verweij · Países Bajos · 1:45,15                            |
| 5000 m (14.02)                  | Sven Kramer · Países Bajos · 6:09,65                                 | Jorrit Bergsma · Países Bajos · 6:11,53                              | Douwe de Vries · Países Bajos · 6:18,24                          |
| 10 000 m (12.02)                | Jorrit Bergsma · Países Bajos · 12:54,82                             | Erik Jan Kooiman · Países Bajos · 13:02,57                           | Patrick Beckert · Alemania · 13:10,95                            |
| Salida en grupo (15.02)         | Arjan Stroetinga · Países Bajos · 7:30,64                            | Fabio Francolini · Italia · 7:30,70                                  | Alexis Contin Francia 7:30,72                                    |
| Persecución por equipos (13.02) | Países Bajos · Sven Kramer · Koen Verweij · Douwe de Vries · 3:41,40 | Canadá · Denny Morrison · Ted-Jan Bloemen · Jordan Belchos · 3:44,09 | Corea del Sur Lee Seung-Hoon Ko Byung-Wook Kim Cheol-Min 3:44,96 |

### Femenino
| Evento                          | Oro                                                 | Plata                                                                 | Bronce                                                          |
| ------------------------------- | --------------------------------------------------- | --------------------------------------------------------------------- | --------------------------------------------------------------- |
| 500 m (14.02)                   | Heather Richardson Estados Unidos 75,335 s          | Brittany Bowe Estados Unidos 75,785 s                                 | Nao Kodaira Japón 75,893 s                                      |
| 1000 m (13.02)                  | Brittany Bowe Estados Unidos 1:13,90                | Heather Richardson Estados Unidos 1:14,49                             | Karolína Erbanová · República Checa · 1:15,26                   |
| 1500 m (15.02)                  | Brittany Bowe Estados Unidos 1:54,27                | Ireen Wüst · Países Bajos · 1:54,76                                   | Heather Richardson Estados Unidos 1:55,60                       |
| 3000 m (12.02)                  | Martina Sáblíková · República Checa · 4:02,17       | Ireen Wüst · Países Bajos · 4:03,46                                   | Marije Joling · Países Bajos · 4:05,51                          |
| 5000 m (13.02)                  | Martina Sáblíková · República Checa · 6:52,73       | Carlijn Achtereekte · Países Bajos · 6:54,49                          | Claudia Pechstein · Alemania · 6:56,53                          |
| Salida en grupo (15.02)         | Irene Schouten · Países Bajos · 8:38,23             | Ivanie Blondin · Canadá · 8:38,38                                     | Mariska Huisman · Países Bajos · 8:38,70                        |
| Persecución por equipos (14.02) | Japón Ayaka Kikuchi Miho Takagi Nana Takagi 3:01,53 | Países Bajos · Marije Joling · Marrit Leenstra · Ireen Wüst · 3:01,55 | Rusia · Olga Graf · Yuliya Skokova · Natalia Voronina · 3:03,19 |

## Medallero
| Núm. | País            | Oro | Plata | Bronce | Total |
| ---- | --------------- | --- | ----- | ------ | ----- |
| 1    | Países Bajos    | 5   | 7     | 5      | 17    |
| 2    | Estados Unidos  | 4   | 2     | 1      | 7     |
| 3    | Rusia           | 2   | 1     | 1      | 4     |
| 4    | República Checa | 2   | 0     | 1      | 3     |
| 5    | Japón           | 1   | 0     | 1      | 2     |
| 6    | Canadá          | 0   | 3     | 1      | 4     |
| 7    | Italia          | 0   | 1     | 0      | 1     |
| 8    | Alemania        | 0   | 0     | 2      | 2     |
| 9    | Corea del Sur   | 0   | 0     | 1      | 1     |
| 9    | Francia         | 0   | 0     | 1      | 1     |
|      | TOTAL           | 14  | 14    | 14     | 42    |